# Nyeftyejuganszk
Nyeftyejuganszk (orosz nyelven: Нефтеюганск) város Szibériában, a Középső-Ob mentén, az Oroszország Tyumenyi területéhez tartozó Hanti- és Manysiföldön. A Nyeftyejuganszki járás székhelye, de nem része a járásnak. A nyugat-szibériai olajtermelés egyik központja.
Népessége: 122 855 fő (a 2010. évi népszámláláskor).

## Elhelyezkedése
A Nyugat-szibériai-alföld központjában, Hanti- és Manysiföld délkeleti részén helyezkedik el. Az Ob ezen a szakaszon keletről nyugat felé folyik és sok mellékágat képez. A város a Juganszkaja Obnak (Jugani Ob) nevezett legnagyobb mellékág északi (jobb) partján fekszik, a Bolsoj Balik (Nagy-Balik) mellékfolyó torkolata mellett.
Távolsága Hanti-Manszijszktól légvonalban 191 km, az R404-es főúton 239 km. Az Ob jobb partján fekvő Szurgut 62 km-re van, az autóút a 2000-ben átadott Jugrai hídon vezet át. A legközelebbi vasútállomás 42 km-re délre, Pity-Jah városban van.
A járás éghajlata szélsőségesen kontinentális. Hosszú, hideg a tél, és rövid a nyár. A levegő középhőmérséklete januárban -20 °C, júliusban +18 °C; az évi középhőmérséklet -3 °C. A csapadék éves mennyisége 550 mm.

## Története
A település 1961-ben Uszty-Balik (jelentése: 'Balik torkolat') falunál jött létre, amikor elkezdődött a közelben felfedezett nagy olajlelőhely feltárása, majd 1963-tól a kitermelése. Miután a környéken több új lelőhelyet is feltártak, a település gyors fejlődésnek indult és hamarosan a Középső-Ob olajbányászatának központja lett. 1967-ben városi rangot kapott, ekkor már Nyeftyejuganszknak nevezték. A név az orosz nyefty ('olaj') szó és a Jugan folyónév összetételével keletkezett.
Az 1960-as években megépült az Uszty-Balik–Omszk kőolajvezeték (hossza 970 km, kapacitása 80 millió tonna/év), majd később az Uszty-Balik–Tobolszk kőolajtermék-vezeték. 1980-ban a város az akkor létrehozott Nyeftyejuganszki járás székhelye lett. 1984-ben átadták a Jugani Obon épített első közúti hidat, ami megteremtette az állandó kapcsolatot a bal parti (déli) területekkel.
A térség olajmezőinek fő kitermelője az 1977-ben alapított Juganszknyeftyegaz nevű termelési egyesülés volt. Az egyesülés, illetve a kitermelés a Szovjetunió felbomlása utáni privatizáció során a Mihail Hodorkovszkij üzletemberhez kötődő Jukosz olajipari cégé lett, de 2004-ben kénytelen volt megválni tőle. Napjainkban a részben állami tulajdonú Rosznyefty óriásvállalathoz tartozik. A kőolajipar továbbra is a város legnagyobb munkaadója maradt.
1998-ban a város polgármestere gyilkosság áldozata lett. A gyilkosság megszervezésével a Jukosz biztonsági főnökét vádolták, akit a bíróság bűnösnek talált és elítélt.

## Népessége
| Év   | Lélekszám |
| ---- | --------- |
| 1970 | 19,7      |
| 1979 | 52,4      |
| 1989 | 93,9      |
| 2003 | 107,8     |
| 2010 | 122,9     |